# Альберто Маріо Гонсалес
Альберто Маріо Гонсалес (ісп. Alberto Mario González, 21 серпня 1941, Буенос-Айрес — 26 лютого 2023, там само) — аргентинський футболіст, що грав на позиції півзахисника.
Виступав, зокрема, за клуб «Бока Хуніорс», з яким став триразовим чемпіоном Аргентини, а також національну збірну Аргентини, у складі якої був учасником двох чемпіонатів світу та двох чемпіонатів Південної Америки.

## Клубна кар'єра
У дорослому футболі дебютував 1960 року виступами за команду «Атланта», в якій провів два сезони, взявши участь у 49 матчах чемпіонату.

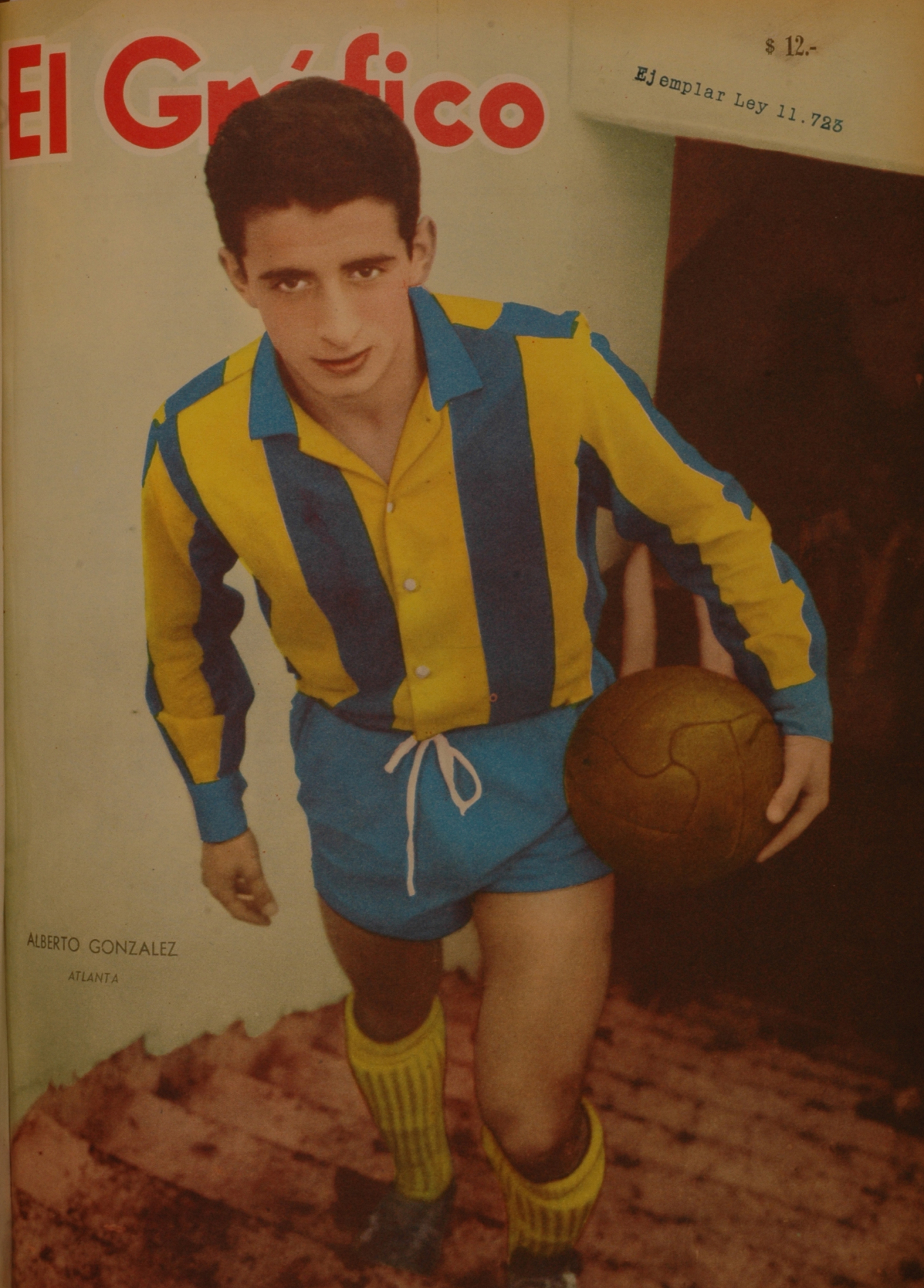
Альберто Гонсалес під час виступів за «Атланту». 1961 рік.

Своєю грою за цю команду привернув увагу представників тренерського штабу клубу «Бока Хуніорс», до складу якого приєднався 1962 року. Відіграв за команду з Буенос-Айреса наступні сім сезонів своєї ігрової кар'єри. Більшість часу, проведеного у складі «Бока Хуніорс», був основним гравцем команди. За цей час тричі виборював титул чемпіона Аргентини у 1962, 1964 та 1965 роках, а також вийшов у фінал Кубка Лібертадорес 1963 року, поступившись там бразильському «Сантосу» з Пеле. Маріо Альберто Гонсалес зіграв в обох фіналах, але забити його не вдалося.
У сезоні 1969 року Гонсалес виступав за «Банфілд», після чого відправився до Чилі, де виступав за «Уніон Еспаньйола».
Завершив ігрову кар'єру у команді «Платенсе» (Вісенте-Лопес), за яку виступав протягом 1971 року. Вийшовши на пенсію, він повернувся в Бока Хуніорс і тренував молодь протягом багатьох років.

## Виступи за збірну
1961 року дебютував в офіційних матчах у складі національної збірної Аргентини, а вже наступного року був у її складі учасником чемпіонату світу 1962 року у Чилі, зігравши на турнірі лише в одному матчі проти Угорщини.
Згодом у складі збірної був учасником чемпіонату Південної Америки 1963 року у Болівії, в якому Аргентина посіла третє місце після господарів Болівії та Парагваю, але на поле не виходив, а потім і наступного чемпіонату світу 1966 року в Англії, де провів всі чотири гри своєї команди — 3 матчі групового етапу збірних Іспанії, ФРН та Швейцарії, а також зустріч 1/4 фіналу з Англією.
Останнім турніром для Гонсалеса став чемпіонат Південної Америки 1967 року в Уругваї, де він разом з командою здобув «срібло», зігравши у всіх п'яти матчах своєї команди — проти Парагваю, Болівії, Венесуели, Чилі та Уругваю.
Після цього турніру за збірну більше не грав. Всього протягом кар'єри у національній команді, яка тривала 6 років, провів у її формі 19 матчів.

## Титули і досягнення
- Чемпіон Аргентини (3):

«Бока Хуніорс»: 1962, 1964, 1965
- Срібний призер Чемпіонату Південної Америки: 1967